# ضحك شرير
الضحك الشرير أو الضحك المهووس هو الضحك الهوس من قبل الشرير في الخيال، يعود التعبير إلى عام 1860 على الأقل ويعد الضحك الشرير من أقدم التعابير في المسلسلات والأفلام حيث يعود لعام 1784  حيث ينطق المشرفون بهذه الضحكات، يمكن كتابتها مثل Mwahahaha ، muwhahaha ، muhahaha ، Bwahahaha.
خلال الثلاثينيات، استخدم البرنامج الإذاعي الشهير ذا شادو ضحكة شريرة كجزء من عرضها هذا ما عبر عنه الممثل فرانك ريديك، وتم استخدام ضحكاته حتى بعد أن تولى أورسون ويلز الدور القيادي.
عند الرجال، يبدأ الضحك على شكل ضجيج منخفض، في الجزء الخلفي من الحلق، يعمل ببطء في طريقه إلى محك بصوت عال بالنسبة للنساء، يبدأ بصوت عال أجش ويرتفع إلى ابتسامة مهووسة غريبة.

## إرتباطات

### جنون العظمة
لطالما إرتبطت الضحكات الشريرة بجنون العظمة حيث يضحك الشخص الضحكات الشريرة عند الشعور بجنون العظمة كما في الأفلام السينمائية 

## علم النفس
أوضح العالم النفسي، جينز كجيلدجارد كريستيانسين، أن الضحكة التي تميز العديد من شخصيات الأفلام الشريرة، مثل الجوكر، هي علامة واضحة على شرهم و«الاستمتاع الصريح» بمعاناة الآخرين.
وتوجد أيضا أسباب عديدة عملية للضحك الشرير، وفقا للسيد جينز الذي يعمل في جامعة آرهوس.
وعلى سبيل المثال، تشير الرسومات الموجودة في ألعاب «سوبر ماريو»، إلى أنه من الصعب استحضار استجابة عاطفية من لاعب معين. ويأمل الباحثون الآن بإجراء المزيد من التجارب على الضحك الشرير، لمعرفة الخصائص الشخصية النهائية وتأثيرها على الآخرين.
لم يتمكن العلماء المشاركون من التمييز بين الضحكات العفوية من الكلام غير البشري ولكن يمكنهم تحديد الضحك الإرادي على أنه من صنع الإنسان. تشير هذه النتائج والبيانات الصوتية إلى أن الضحكات العفوية والإرادية تنتجها أنظمة صوتية مختلفة، وأن الضحك العفوي قد يتشارك الميزات مع أصوات الحيوانات غير البشرية التي لا ينتجها الضحك الإرادي.

## الاستخدامات

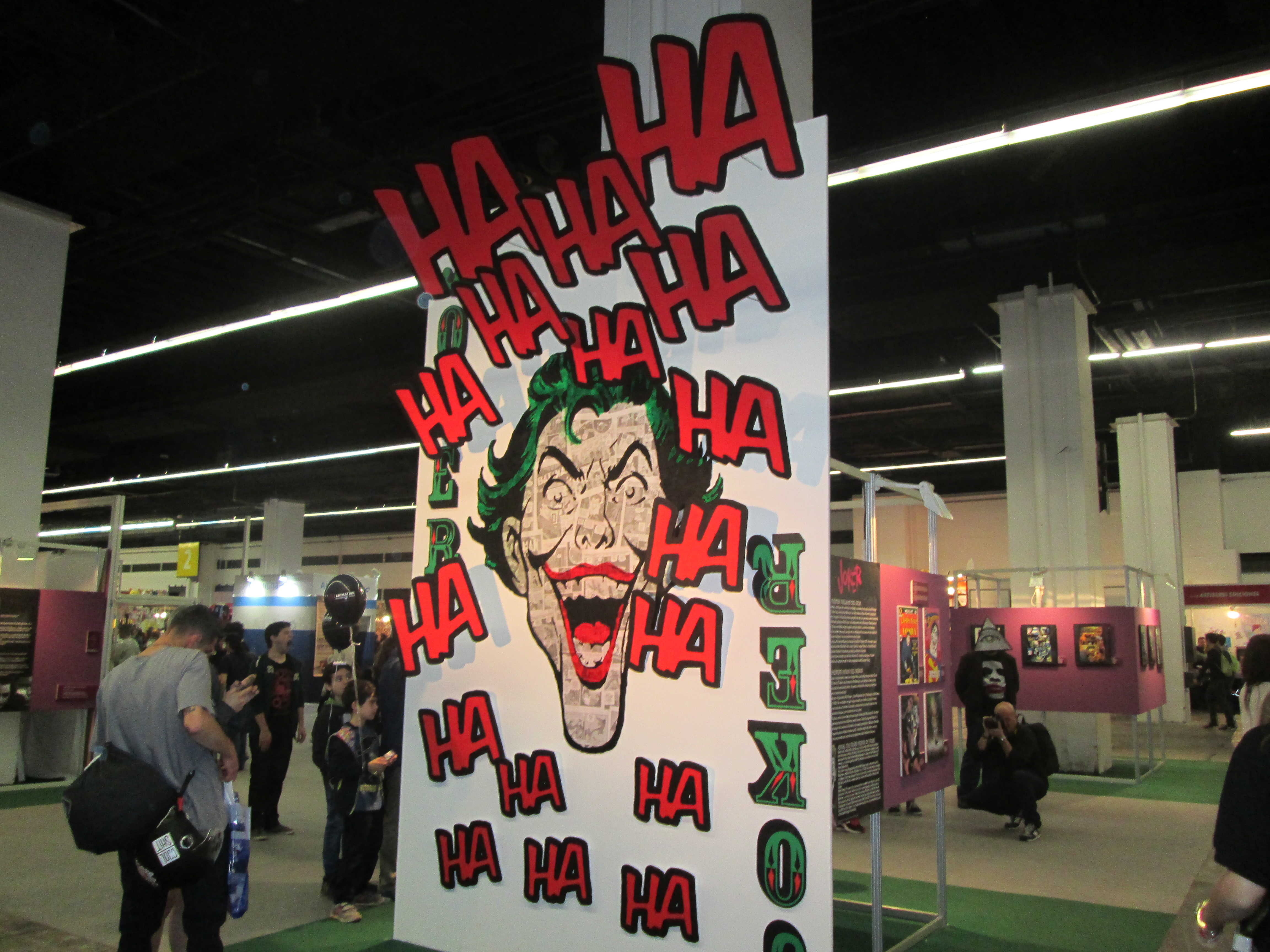
رسمة ضحكة الجوكر الشريرة

كانت الضحكات الشريرة تستخدم في بعض الالعاب الالكترونية المرعبة وفي أفلام الرعب الأمريكية ويستخدم بعض الممثلين ابتسامة شيطانية إما كأثر جانبي لعدم الصحة النفسية أو للدلالة على الشر كما يفعل الشخص الشرير غالبًا ما يبدو الضحك الشرير في الأفلام، حتى عندما لا يظهر أي شرير على الشاشة. وهذا السيد الضاحك يلاحق الأبطال والضحايا الذين يحاولون الهرب.